# Tsumeb (Wahlkreis)
Tsumeb ist ein Wahlkreis in der Region Oshikoto im Norden Namibias. Verwaltungssitz ist die gleichnamige Stadt. Der Wahlkreis hat (Stand 2023) knapp 38.000 Einwohner auf einer Fläche von 3609 km².

## Wahlen
| Wahl | Name                | Partei | Stimmenanteil |
| ---- | ------------------- | ------ | ------------- |
| 1992 |                     |        |               |
| 1998 | Hosea Kaiyamo       | SWAPO  | 74,4 %        |
| 2004 | Lebbeus Tobias      | SWAPO  | 74,4 %        |
| 2010 | Lebbeus Tobias      | SWAPO  | 81,8 %        |
| 2015 | Lebbeus Tobias      | SWAPO  | 85,4 %        |
| 2020 | Gottlieb Ndjendjela | SWAPO  | 57,7 %        |